# La Bicyclette (chanson)
Pour les articles homonymes, voir La Bicyclette.
Pistes de La Bicyclette
Le Jazz Et La Java
La Bicyclette est une chanson française interprétée par Yves Montand et sortie en 1968 sur l'album homonyme La Bicyclette, sur une musique de Francis Lai avec des paroles de Pierre Barouh.

## La Bicyclette
La version originale était À bicyclette mais, en raison d'une chanson de Bourvil au titre identique, À bicyclette, elle fut enregistrée à la Sacem sous le titre La Bicyclette. 
Pierre Barouh l'avait créé, avec Francis Lai pour la musique, au début des années 1960, pour une publicité. Pierre Barouh s'est remémoré ses souvenirs d'enfance, réfugié à Montournais en Vendée pendant la seconde guerre mondiale, afin d'écrire cette chanson. Rencontrant Yves Montand au Festival de Cannes 1966, il se met à fredonner ce titre lors d'un repas au moment du dessert, pour le plaisir. Le titre attire l'attention d'Yves Montand immédiatement, qui demande simplement quelques adaptations du texte.
Montand l'enregistre en avril 1968. C'est un succès, bien qu'on soit alors en pleine période yéyé. Dans la version studio originale, les arrangements étaient dus à Hubert Rostaing et Jack Laurel, l'accompagnement au piano étant assuré par Bob Castella, musicien et chef d'orchestre attitré d'Yves Montand de 1947 à sa mort, en 1991. Castella fut aussi son secrétaire et homme de confiance. Après 1960, Montand n'a plus de manager. 
La Bicyclette a été reprise en 2006 par Laurent Voulzy sur son album La Septième Vague.
La musique de La Bicyclette a été adaptée pour guitare par Roland Dyens comprise dans son album Chansons françaises (Vol 1) paru en 1995.
En novembre 2021, Julien Clerc reprend la chanson dans un album intitulé Les jours heureux.
Bertrand Belin en fait également une reprise en 2016 dans l'album des 50 ans de Saravah.